# Radeća
Radeća este un sat din municipiul Podgorica, Muntenegru. Conform datelor de la recensământul din 2003, localitatea are 26 de locuitori (la recensământul din 1991 erau 27 de locuitori).

## Demografie
În satul Radeća locuiesc 24 de persoane adulte, iar vârsta medie a populației este de 54,3 de ani (53,1 la bărbați și 55,8 la femei). În localitate sunt 14 gospodării, iar numărul mediu de membri în gospodărie este de 1,86.
|  |

| Demografie | Demografie | Demografie |
| An         | Locuitori  | Locuitori  |
| ---------- | ---------- | ---------- |
|            |            |            |
|            |            |            |
|            |            |            |
|            |            |            |
| 1948       | 97         |            |
| 1953       | 95         |            |
| 1961       | 90         |            |
| 1971       | 81         |            |
| 1981       | 51         |            |
| 1991       | 27         | 27         |
| 2003       | 26         | 26         |

| \| Componența etnică conform recensământului din 2003[2] \| Componența etnică conform recensământului din 2003[2] \| Componența etnică conform recensământului din 2003[2] \| Componența etnică conform recensământului din 2003[2] \| Componența etnică conform recensământului din 2003[2] \| \| ----------------------------------------------------- \| ----------------------------------------------------- \| ----------------------------------------------------- \| ----------------------------------------------------- \| ----------------------------------------------------- \| \| \| \| \| \| \| \| Muntenegreni \| Muntenegreni \| \| 18 \| 69,23% \| \| Sârbi \| Sârbi \| \| 8 \| 30,76% \| \| necunoscută \| necunoscută \| \| 0 \| 0% \| |              |  |    |        |
| Componența etnică conform recensământului din 2003 |              |  |    |        |
| |              |  |    |        |
| Muntenegreni | Muntenegreni |  | 18 | 69,23% |
| Sârbi | Sârbi        |  | 8  | 30,76% |
| necunoscută | necunoscută  |  | 0  | 0%     |